# Sphaerotherium forcipatum
Sphaerotherium forcipatum är en mångfotingart som beskrevs av Henri W. Brölemann 1896. Sphaerotherium forcipatum ingår i släktet Sphaerotherium och familjen Sphaerotheriidae. Inga underarter finns listade i Catalogue of Life.